# Гаврони (Опочинський повіт)
Гаврони (пол. Gawrony) — село в Польщі, у гміні Славно Опочинського повіту Лодзинського воєводства.
Населення — 654 особи (2011).
У 1975-1998 роках село належало до Пйотрковського воєводства.

## Демографія
Демографічна структура станом на 31 березня 2011 року:
|          | Загалом | Допрацездатний вік | Працездатний вік | Постпрацездатний вік |
| -------- | ------- | ------------------ | ---------------- | -------------------- |
| Чоловіки | 327     | 69                 | 226              | 32                   |
| Жінки    | 327     | 72                 | 184              | 71                   |
| Разом    | 654     | 141                | 410              | 103                  |